# Pa-neb-taui
Pa-neb-taui, Pa, der Herr der Beiden Länder ist der Name eines altägyptischen Gottes, den man aus der Spätzeit aus dem Doppeltempel von Kom Ombo kennt. Er gilt dort als Sohn der Ta-senet-nofret, einer Bezeichnung für die altägyptische Göttin Hathor. Mit dieser und Horus (hier als Haroeris) bildet Pa-neb-taui eine der beiden Triaden des Doppeltempels von Kom Ombo.  